# Спенс, Мелвилл
Мелвилл Эмануэль Альфонсо Спенс (англ. Melville Emanuel Alfonso Spence; 2 января 1936 — 28 октября 2012) — ямайский легкоатлет, бегун на короткие дистанции.
Брат-близнец ямайского легкоатлета-олимпийца Малкольма Спэнса.

## Биография
На летних Олимпийских играх 1956 года в Мельбурне (Австралия) и 1964 года в Токио (Япония) выступал в составе сборной команды Ямайки.